# 咸康県
咸康県（かんこう-けん）は中華人民共和国遼寧省にかつて存在した県。現在の北票市南西部に相当する。
遼代に川州の州治として設置された。金代に廃止されている。